# Future Combat Air System

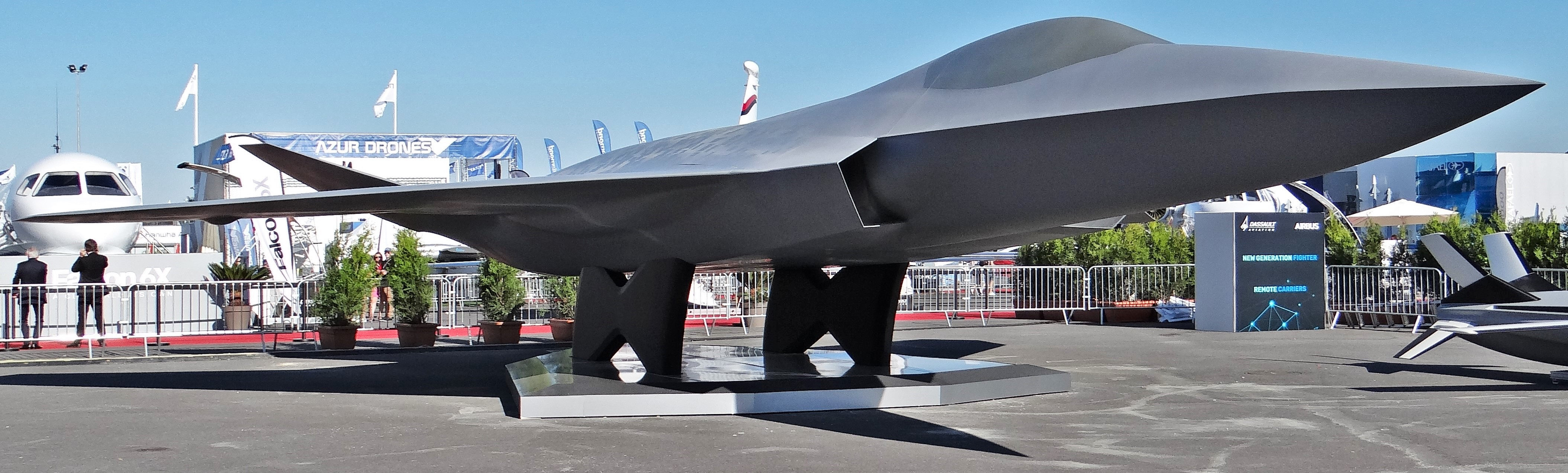
Modell des FCAS NGF bei der Pariser Luftfahrtschau (2019)

Future Combat Air System (FCAS), dt. etwa: Zukünftiges Luftkampfsystem, frz. Système de combat aérien du futur (SCAF), ist ein deutsch-französisch-spanisches Programm zur Entwicklung eines fliegenden „Waffensystems der nächsten Generation“ (Next Generation Weapon System, NGWS), bestehend aus einem optional unbemannt einsetzbaren Mehrzweckkampfflugzeug der sechsten Generation (New Generation Fighter), unbemannten Begleitflugzeugen (Remote Carrier) sowie neuen Waffen und Kommunikationssystemen.
Bei der deutschen Luftwaffe soll es ab etwa 2040 den Eurofighter Typhoon (und ggf. später auch den Tornado-Nachfolger, die F-35) ersetzen, bei den französischen Luftstreitkräften die Rafale. Die beteiligten Unternehmen sind Dassault Aviation, Airbus Defence and Space und Indra Sistemas.
Ein Prototyp soll im Jahr 2028 fertig sein.

## Zielsetzungen
Vorgesehen ist ein integriertes System, das Drohnen, Kampfflugzeuge, Satelliten sowie Kommando- und Kontrollflugzeuge verbindet. Die benötigte Technologie soll, nach Aussage von Dirk Hoke (ehem. CEO von Airbus Defence and Space), mehrheitlich in Europa entwickelt werden. Zusätzlich wird laut Hoke eine hohe Autarkie von den USA angestrebt. Vor allem regulierte Güter nach US-Richtlinie ITAR (International Traffic in Arms Regulations) sollen gemieden werden.
Als Kampfflugzeug der sechsten Generation soll es mit Tarnkappentechnik, einem adaptiven Vielseitigkeitstriebwerk (ADVENT), Netzwerkfähigkeit ausgerüstet sein, möglicherweise auch mit Cyberkriegfähigkeiten und mit Energiewaffen.
Das Triebwerk „New Generation Fighter Engine“ wird vom Gemeinschaftsunternehmen EUMET (European Military Engine Team) entwickelt.

## Geschichte

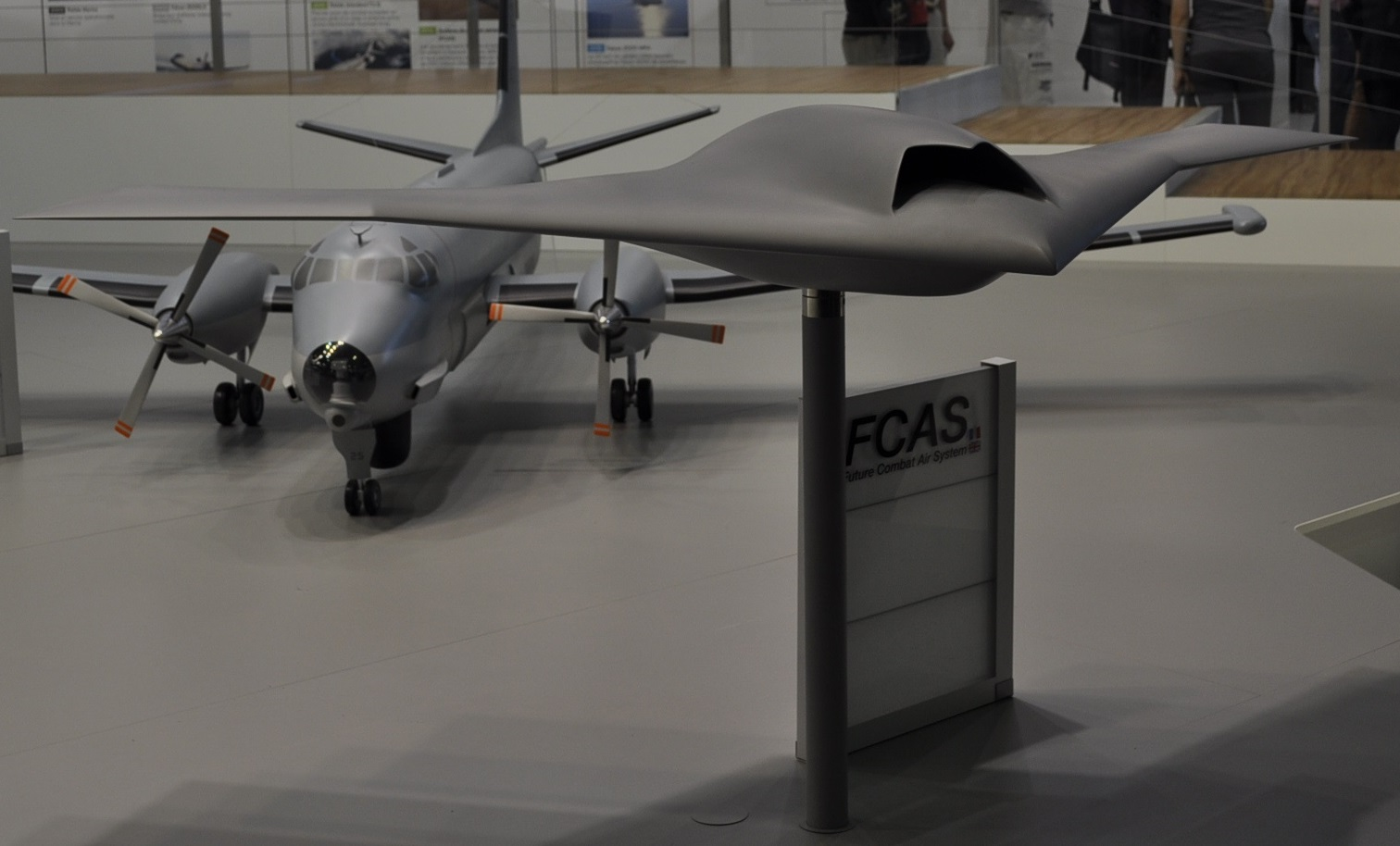
Modell der Tarnkappen-Kampfdrohne Dassault Neuron (2015), eines Technologieträgers, im Rahmen der ebenfalls als Future Combat Air System bezeichneten französisch-britischen Studie

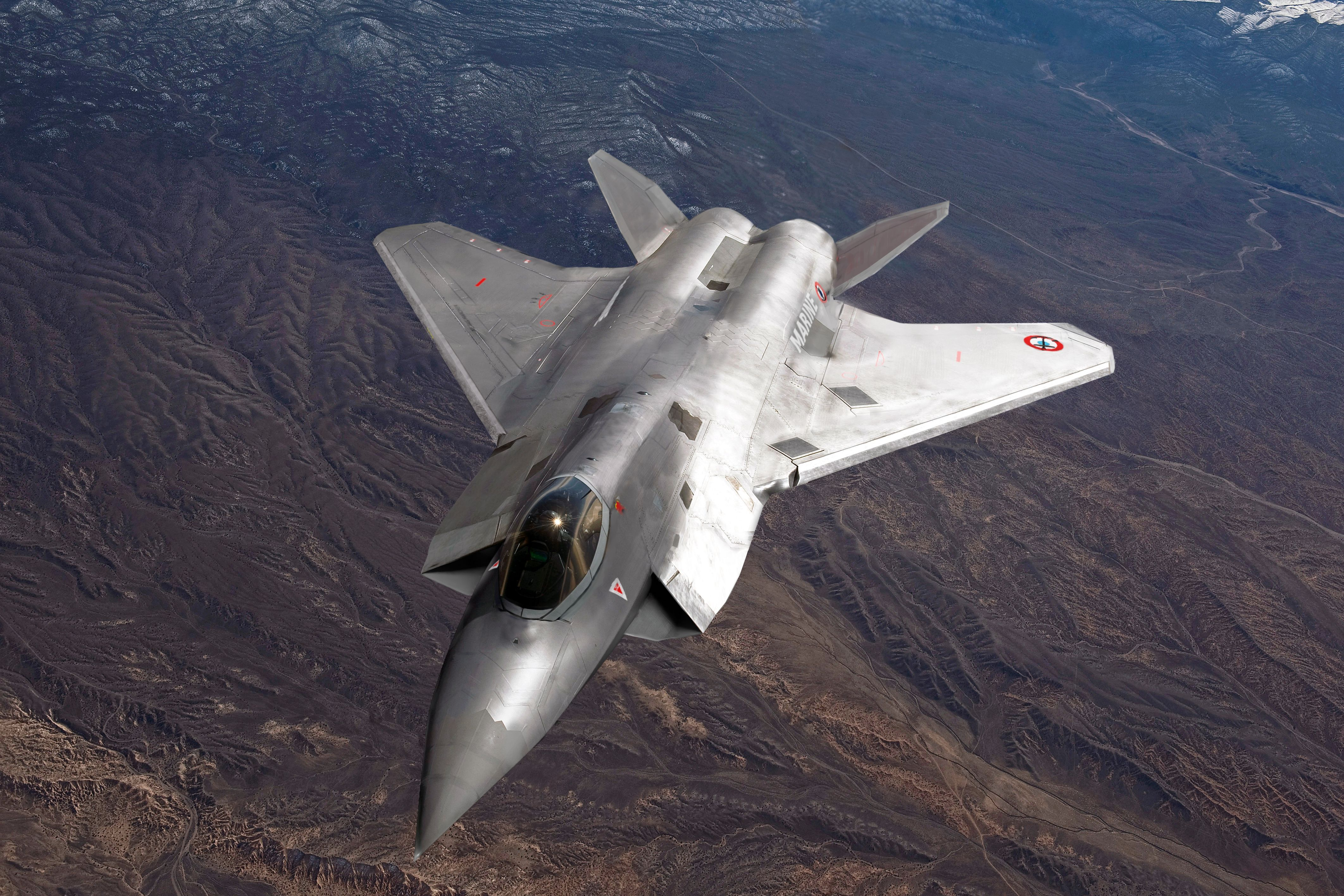
Künstlerische Darstellung nach dem Konzept von 2019

Das Konzept des FCAS entstand im Rahmen des ETAP European Technology Acquisition Programme, das 2001 als Kooperation von Deutschland, Frankreich, Großbritannien, Italien, Schweden und Spanien gestartet wurde. Das neue an diesem Konzept war die Idee, in einem System-of-Systems-Ansatz (SoS) bemannte und unbemannte Systeme, also Kampfflugzeuge und Drohnen, zu kombinieren, um im Verbund schlagkräftiger als mit den einzelnen Systemen zu sein.
Im Jahr 2014 startete unter der Bezeichnung Future Combat Air System eine auf zwei Jahre angelegte französisch-britische Machbarkeitsstudie. Spätestens mit der Vorstellung des Projekts Tempest durch die Royal Air Force zur Eröffnung der Farnborough Air Show im Juli 2018 hatten sich entsprechende Bestrebungen jedoch erübrigt.
Am 13. Juli 2017 gaben Bundeskanzlerin Angela Merkel und Staatspräsident Emmanuel Macron bei einem Treffen des deutsch-französischen Ministerrats in Paris die Absicht bekannt, einen deutsch-französischen Kampfjet zu entwickeln. Während der ILA 2018 in Berlin verkündeten am 25. April Dassault Aviation und Airbus Defence and Space eine Übereinkunft zur Zusammenarbeit bei dem Projekt. Am 26. April 2018 unterzeichneten Generalleutnant Erhard Bühler und Général d’armée aérienne André Lanata auf der ILA in Berlin-Schönefeld das High Level Common Operational Requirements Document (Fähigkeitsforderung), das die Kernaufgaben des Flugzeugs festlegt. Frankreich soll federführend bei der Entwicklung sein. Am 19. Juni 2018 unterzeichneten die beiden Fachministerinnen aus Deutschland und Frankreich eine weitere Absichtserklärung. Belgien wollte sich zu diesem Zeitpunkt mit 369 Millionen Euro am Programm beteiligen.
Im Beisein der deutschen Bundesverteidigungsministerin Ursula von der Leyen und der französischen Amtskollegin Florence Parly wurde am 6. Februar 2019 in Gennevilliers der mit 65 Mio. Euro dotierte Auftrag an Dassault Aviation und Airbus für eine zweijährige Konzeptstudie bekanntgegeben. Daneben wurde eine Absichtserklärung zwischen dem französischen Technologiekonzern Safran Aircraft Engines (bis 2015: Snecma) und dem deutschen Triebwerkshersteller MTU Aero Engines zur Entwicklung von neuen Strahltriebwerken für das neue Kampfflugzeug unterzeichnet.
Am 14. Februar 2019 trat Spanien dem Programm bei. Im Rahmen der Pariser Luftfahrtschau unterzeichneten die Verteidigungsministerinnen der drei beteiligten Länder am 17. Juni 2019 ein Rahmenabkommen zur gemeinsamen Entwicklung des FCAS.
Stand November 2022 soll der Prototyp für den „New Generation Fighter“ im Jahr 2028 fertig sein.
Stand April 2024 sollte bis März 2025 ein fertiges Design ausgewählt und damit Phase 1B abgeschlossen werden.
Belgien bekundete großes Interesse daran, sich dem FCAS anzuschließen, und besitzt seit Juni 2023 eine Art Beobachterstatus. Als vollwertiger Partner wird es dem Projekt voraussichtlich bis Juni 2025[veraltet] beigetreten sein.

### Unstimmigkeiten zwischen Dassault und Airbus
Aufgrund von Unstimmigkeiten über Arbeitsteilung, Ungewissheit über seine Rolle als Generalunternehmer des Next Generation Fighter (Jagdflugzeug) und geistiges Eigentum erwähnte der Geschäftsführer von Dassault Aviation im März 2021 öffentlich vor dem französischen Senat die Möglichkeit eines Plan B mit einer Entwicklung ähnlich dem nEUROn-Projekt. Es sei bei der Frage des geistigen Eigentums und eines möglichen Technologietransfers von Frankreich nach Deutschland zum Streit zwischen Airbus und Dassault gekommen. Auf französischer Seite wurde befürchtet, die wirtschaftliche und technologische Vorreiterrolle als führendes Luftrüstungsunternehmen der EU zu verlieren, wenn deutsche und spanische Unternehmen gemeinsam zwei Drittel der Entwicklung und Produktion übernehmen sollten.
Im Mai 2021 geschah die wechselseitige Zusage der beteiligten Nationen, das Projekt FCAS fortzuführen. Mehrere Quellen aus der Rüstungsindustrie wurden von der französischen Wirtschaftszeitung Challenges kontaktiert und dementierten, dass eine Einigung erzielt worden sei. Eine Quelle bezeichnete den Bericht über eine Einigung als „eine Kommunikationshaltung“ und „irreführende Aussage“ der drei Staaten. Der Geschäftsführer von Dassault sagte, dass „es weder eine Einigung über das Budget, noch über das geistige Eigentum gibt“.
Im Juni 2021 berichtete der Spiegel, dass die Bundeswehr (BW) dem Projekt ein „miserables Zeugnis“ ausstellt. Das Bundesamt für Ausrüstung, Informationstechnik und Nutzung der Bundeswehr (BAAINBw) bewertete dem Bericht zufolge, dass innovative Technologieansätze in dem Projekt kaum erkennbar seien. Nach Beurteilung des BAAINBw berücksichtigt der Vertrag über das FCAS hauptsächlich Interessen der französischen Industrie, während der deutsche Industriepartner Airbus sein Know-how bei dem Projekt »nicht im möglichen und nötigen Umfang« ausbauen könne, um »noch eine tragende Rolle spielen zu können«. Der geheime Sachstandsbericht des Verteidigungsministeriums kam Ende Mai 2021 zu dem Schluss, dass „im Rahmen der Verhandlungen erhebliche Risiken und Probleme/Schwachstellen akzeptiert“ worden seien, um das Projekt fortzuführen. Die »starke französische Positionierung« werde dazu führen, »dass das Ziel, ein Kampfflugzeug der 6. Generation zu entwickeln, verfehlt wird« und das Projekt stattdessen zu einem »Rafale-Plus-Ansatz mit deutschen und spanischen Haushaltsmitteln wird«.
Im November 2022 wurde vermeldet, dass der Streitpunkt zu dem geistigen Eigentum ausgeräumt worden sei.
Auf der Pariser Luftfahrtschau 2025 forderte der Unternehmensleiter von Dassault Aviation, Éric Trappier, erneut einen größeren Anteil der französischen Industrie am FCAS, wodurch er bestehende Vereinbarungen zur Aufgabenteilung in Frage stellte, und deutete alternativ einen Ausstieg aus dem Programm an. Kurz danach wurde bekannt, dass Dassault Aviation 80 % am Workshare des neuen Fighters fordert, was einen eklatanten Nachteil für die deutsche Rüstungsindustrie bedeuten würde.

## Vergleichbare Entwicklungsprogramme
Es existieren weltweit mehrere zum FCAS/NGWS vergleichbare Entwicklungsprogramme für Kampfflugzeuge der 6. Generation.
Am 14. Dezember 2023 schlossen Großbritannien, Italien und Japan ein Kooperationsabkommen (Global Combat Air Programme) zur gemeinsamen Entwicklung eines neuen Tarnkappenkampfflugzeugs auf Basis des BAE Tempest. Dieses soll ab 2035 einsatzbereit sein und würde mit dem FCAS konkurrieren.
Die US Air Force entwickelt im Rahmen des Programmes Next Generation Air Dominance einen neuen Luftüberlegenheitsjäger Boeing F-47. Bei der US Navy läuft das F/A-XX Programm zur Entwicklung eines neuen trägergestützten Mehrzweckkampfflugzeuges.
In China wird das Tarnkappenkampfflugzeug Chengdu J-36 entwickelt.